# Bruno Coqueran
Bruno Coqueran, né le 19 juin 1970 à Créteil, est un ancien joueur de basket-ball français. Il évoluait au poste 5 (2,05 m).

## Carrière
- 1989-1992  :  Cholet Basket (N 1 A)
- 1992-1993  :  ASVEL Villeurbanne (N A 1)
- 1993-1997  :  Cholet Basket (Pro A)
- 1997-1999  :  Le Mans (Pro A)
- 1999-2000  :  ALM Évreux Basket (Pro A)
- 2000-2001  :  Strasbourg Illkirch Graffenstaden Basket (Pro A)
- 2001-2002  : 
  -  Strasbourg Illkirch Graffenstaden Basket (Pro A)
  -  ALM Évreux Basket (Pro B)
- 2002-2003  :  Besançon Basket Comté Doubs (Pro B)
- 2010- :  La Séguinière Saint-Louis Basket (NM2)
- 2011- :  Étoile d'Or Saint Léonard (NM3)

## Équipe nationale
- Ancien international Français. Il a disputé le championnat d'Europe en 1993 avec l'équipe de France.
  -  Médaille de bronze aux Jeux méditerranéens de 1993 à Agde.